# Lago di Faetano
Il lago di Faetano è un piccolo lago artificiale i cui lavori sono iniziati nel 1968 e inaugurato nel 1971. Utilizzato per la pesca sportiva alla trota (nel periodo invernale) e per tutte le altre discipline (carpe, pesce gatto, pesce Amur,..) nel restante periodo dell’anno. Situato nei pressi del confine con l'Italia nel castello di Faetano vicino alla strada che collega Faetano con Rimini e non lontano dal torrente Marano che delimita anch'esso a est il confine con l'Italia.

Il lago è lungo 120 m, largo 40 m, profondo (a pieno carico) 3,80 m e ha una superficie di 0,0036 km² (0,36 ettari) e si trova a 40 m dall'Italia.

Nel 1983 è stata fatta la pulizia completa del fondale, e nel 2001 sono state ristrutturate le sponde. Nel 2014, infine, è stata inaugurata la nuova sede federale in memoria del presidente Mario Casali. Nei pressi del lago si trova un punto di ristoro e la sede della Federazione Sammarinese Pesca Sportiva.